# Fundinho
Fundinho é um bairro nobre e histórico da Região Central de Uberlândia, Minas Gerais, sudeste do Brasil.
É o bairro mais antigo da cidade, local em que Uberlândia foi fundada há cerca de 150 anos. Nele se encontram os prédios históricos, as mais antigas ruas e praças, dois museus, antiquários, galerias de arte, ateliês, brechós, enfim, há um núcleo de maior importância para a cidade.
- É o bairro mais charmoso de Uberlândia, nele se encontram também, várias lojas de alto padrão, pequenas galerias, em suas ruas aconchegantes. E é onde se tem os edifícios mais novos e altos da Região Central.
- No bairro Fundinho localiza-se a Casa da Cultura de Uberlândia,[1] o Museu Universitário de Arte[2] e a Biblioteca Pública Municipal Juscelino Kubitschek[3] - uns dos pontos turísticos do bairro e da cidade, dentre outros.
- O bairro Fundinho, é o Centro Histórico de Uberlândia.[4]

## Igreja Nossa Senhora do Rosário
A construção da capela, que deu origem a atual igreja foi finalizada em 1983, tendo sida empregada estrutura autônoma de madeira e fechamento de tijolos de adobe. Entre os anos de 1928 e 1931, a capela foi demolida e deu lugar à construção da Igreja Nossa Senhora do Rosário. A igreja está localizada na divisa do Centro com o Fundinho.

## Principal praça do Fundinho
- A principal praça, é a Cícero Macedo, que é o marco zero da cidade de Uberlândia.[5]